# Bakary Sare
Bakary Sare (5 april 1990) is een Ivoriaanse voetballer. Hij is een middenvelder.

## Carrière
Sare begon bij de jeugd van de Belgische voetbalclub RSC Anderlecht en maakte tijdens het voetbalseizoen 2007-'08 zijn debuut op het hoogste niveau. Sare viel in de laatste minuten van de wedstrijd tegen RAEC Bergen (22 december 2007) in voor Mbo Mpenza. Later dat jaar speelde de middenvelder ook zijn eerste Europese wedstrijd. Sare begon als basisspeler aan de UEFA Cup-wedstrijd tegen Bayern München. Anderlecht won met 1-2 en Sare speelde de volledige wedstrijd.
Tijdens het seizoen 2008-'09 mocht Sare vaker spelen. Hoewel hij vooral als invaller gebruikt werd, stond hij soms toch in de basis. Op het middenveld moest Sare dat seizoen de concurrentie van onder anderen Jan Polák, Lucas Biglia en Guillaume Gillet dulden. Door de beloftecoach van Anderlecht, gewezen voetballer Johan Walem, werd hij in 2009 vergeleken met "Charly Musonda, maar dan met een betere traptechniek".
Op 31 augustus 2010 raakte bekend dat hij tot december 2010 zou worden uitgeleend aan het Noorse Rosenborg BK. Na zijn huurperiode keerde hij even terug naar Anderlecht, maar tekende niet veel later een contract bij het Roemeense CFR Cluj.
In juli 2013 vertrok Sare naar de Kroatische voetbalclub GNK Dinamo Zagreb. De Ivoriaan verliet de Kroatische club in januari 2014, nadat de club geen vertrouwen meer in hem had.

## Statistieken
| Seizoen | Club              | # Comp. | Goals | # Beker | Goals | # Intern. | Goals | Competitie                 |
| ------- | ----------------- | ------- | ----- | ------- | ----- | --------- | ----- | -------------------------- |
| 2007/08 | RSC Anderlecht    | 1       | 0     | 1       | 0     | 1         | 0     | Jupiler Pro League         |
| 2008/09 | RSC Anderlecht    | 9       | 0     | 1       | 0     | 0         | 0     | Jupiler Pro League         |
| 2009/10 | RSC Anderlecht    | 13      | 0     | 0       | 0     | 0         | 0     | Jupiler Pro League         |
| 2010/11 | → Rosenborg BK    | 3       | 0     | 0       | 0     | 0         | 0     | Tippeligaen                |
| 2010/11 | CFR Cluj          | 0       | 0     | 0       | 0     | 0         | 0     | Liga 1                     |
| 2013/14 | GNK Dinamo Zagreb | 8       | 0     | 0       | 0     | 4         | 0     | 1. Hrvatska Nogometna Liga |
| 2013/14 | CFR Cluj          | 0       | 0     | 0       | 0     | 0         | 0     | Liga 1                     |

## Erelijst
Rosenborg BK
- Noors landskampioen

2010

## Referentielijst
1. ↑  "Is jeugd van Anderlecht er klaar voor?", Het Laatste Nieuws, 27-05-2009. Geraadpleegd op 02-06-2009.
2. ↑   (hr)  Dinamo dobio novo pojačanje, Bakary Sare potpisao četverogodišnji ugovor. Gearchiveerd op 24 september 2015.
3. ↑  (hr)  Jedan od najvećih promašaja Dinama: Bjelokošćanin Bakary Sare se vraća u Cluj!